# عجر عكيش (بني مطر)

تعديل مصدري - تعديل

عجر عكيش هي إحدى قرى عزلة بني الراعى بمديرية بني مطر التابعة لمحافظة صنعاء، بلغ تعداد سكانها 844 نسمة حسب تعداد اليمن لعام 2004.